# アントニー・ムファ・メズィ
アントニー・ムファ・メズィ（Anthony Mfa Mezui 、1991年3月7日 - ）は、フランス・オワーズ県ボーヴェ出身のプロサッカー選手。ガボン代表。ポジションは、ゴールキーパー。

## 経歴

### クラブ
2008年、FCメスでキャリアをスタート。初めはBチームでプレーし、2011年にトップチームに昇格した。

### 代表
2010年にガボン代表デビュー。
主要大会では2012年夏のオリンピック、アフリカネイションズカップ2015などに参加した。